# Cissus oliveri
Cissus oliveri là một loài thực vật hai lá mầm trong họ Nho. Loài này được (Engl.) Gilg ex Engl. miêu tả khoa học đầu tiên năm 1894.